# Scribblenauts
Scribblenauts è un gioco per Nintendo DS sviluppato dalla software house 5th Cell. Il protagonista è Maxwell, che usa il suo taccuino per far apparire oggetti, persone e/o animali di ogni tipo, escludendo quelli protetti da copyright o a sfondo volgare, per risolvere il livello in cui si trova. Ha 79 come punteggio di Metacritic, basandosi su 71 recensioni e 79,25% su GameRankings, basandosi su 59 recensioni.

## Modalità di gioco
Cliccando sull'icona del taccuino in alto a destra del Touch Screen, appare una tastiera e, scrivendo una parola, essa comparirà sullo schermo, pronta per poter essere usata. Ci sono molti tipi oggetti, quali dinosauri, veicoli (tutti pilotabili), strumenti musicali, armi e tanti altri. L'obiettivo è recuperare una stella, chiamata nel gioco Starite, la quale segnerà la fine del livello.
Il gioco prevede tre modalità:
- Challenge: la modalità principale del gioco.
- Level Editor: con questa modalità è possibile creare nuovi livelli e scambiarli via Nintendo Wi-Fi Connection.
- Ollar Store: dove comprare personaggi e musiche per il gioco.
- Extra Levels: dove giocare livelli extra.

## Tipi di livelli
I livelli sono suddivisi in:
- Livelli Azione, in cui conta essere veloci ed abili.
- Livelli Puzzle, dove bisogna risolvere enigmi.

I livelli di un mondo in totale sono 22, 11 per tipo.

## Mondi di gioco
Di seguito sono elencati i mondi di gioco di Scribblenauts, acquistabili con gli Ollari guadagnati nei livelli:
- N°0 University è il tutorial, pertanto è immediatamente disponibile.
- N°1 The Gardens è accessibile subito dopo la fine del tutorial.
- N°2 Metro 2000 Ollari
- N°3 The Peaks 4000 Ollari
- N°4 Ancient 8000 Ollari
- N°5 Shoreline 10000 Ollari
- N°6 Outer Wild 12000 Ollari
- N°7 Stunt Park 16000 Ollari
- N°8 Frontier 18000 Ollari
- N°9 Dark Hollow 20000 Ollari
- N°10 Mish Mash 25000 Ollari